# Horní Újezd, Svitavy
Horní Újezd là một làng thuộc huyện Svitavy, vùng Pardubický, Cộng hòa Séc.